# Priorij van de Heilige Ursula en de 11.000 Maagden

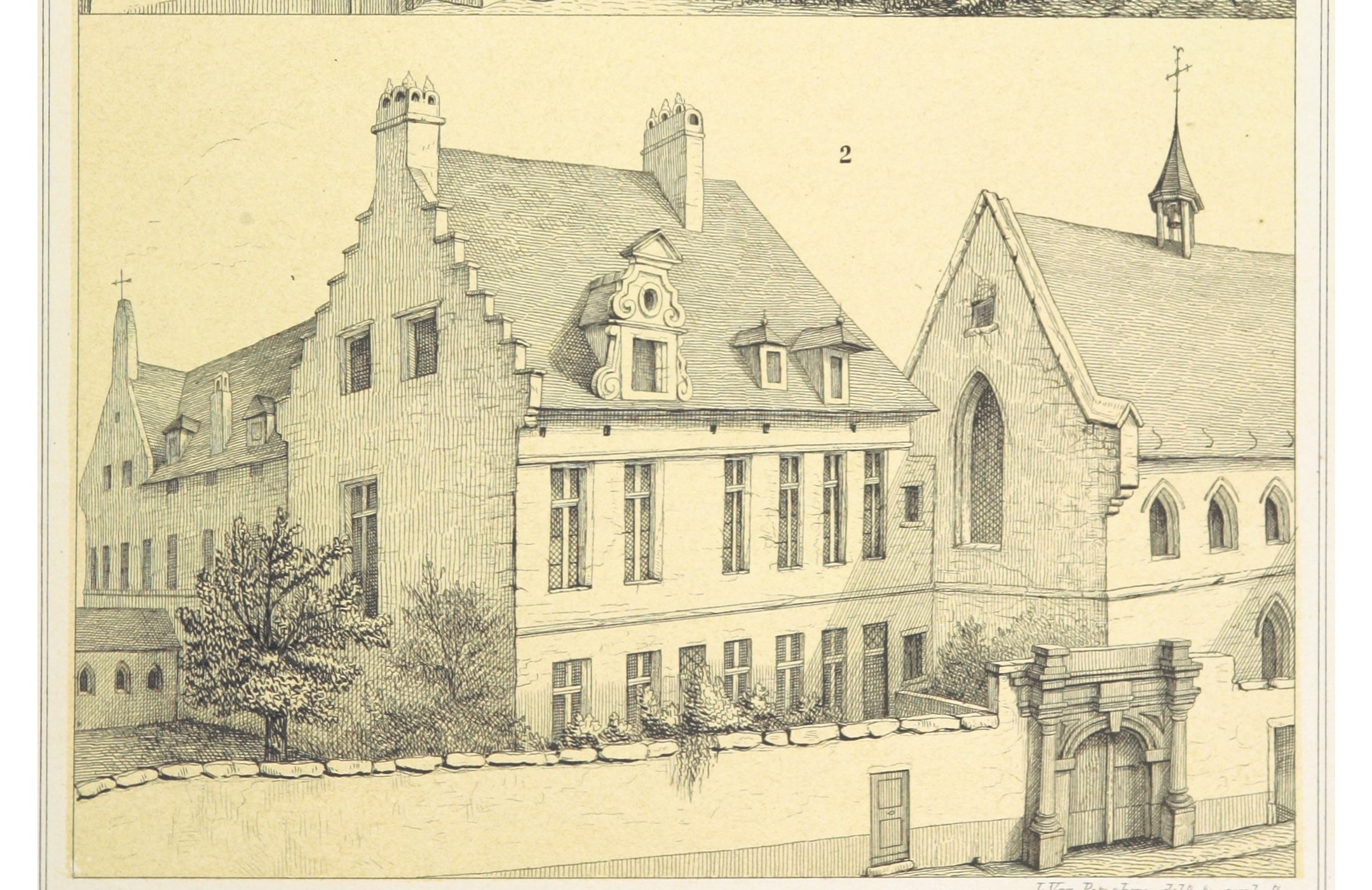
Priorij van de Heilige Ursula en de 11.000 Maagden, door Edward Van Even

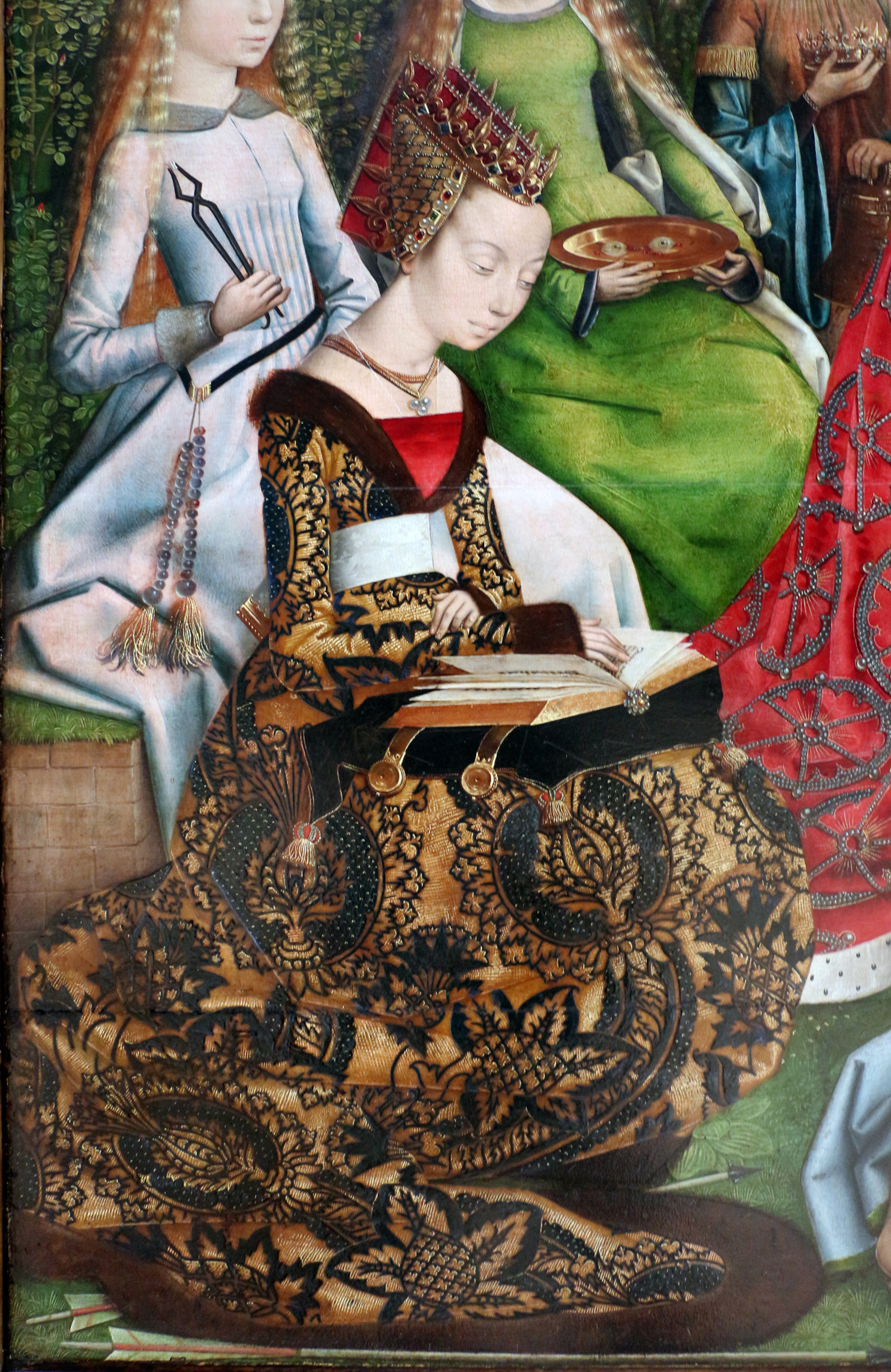
15e-eeuws schilderij waar Ursula van Keulen een boek leest. Noteer de 2 pijlen van haar dood, onder haar gewaad.

De Priorij van de Heilige Ursula en de 11.000 Maagden was vroeger een klooster (1415-1797) in de Halve Straat in Leuven. Zij gaf vorm aan de stadswijk tussen de Brouwersstraat en de Pereboomstraat. De Halve Straat volgt een arm van de Dijle en wordt zo genoemd omdat, tot ver in de 19e eeuw, slechts één oever behuisd was; de andere oever was onbewoond.

## Priorij
In 1415 schonk Elisabeth van Wesel, weduwe Henri van Duysborch, haar rijwoning in de Halve Straat aan een nieuw op te richten klooster. Jan van Heinsberg, bisschop van Luik, organiseerde de stichting en besliste dat de Zusters van het Gemene Leven er moesten intrekken. De naam van het klooster was deze van de Ursula van Keulen met de 11.000 maagden, een wijd verspreide legende in het bisdom Luik, en bij uitbreiding, de ganse kerkprovincie Keulen. De eerste zusters liet de bisschop overkomen van het graafschap Zutphen. De armoede in het huis was zo groot, dat verschillende zusters er wegliepen. Bisschop van Heinsberg besliste vervolgens dat kanunnikessen van Bethlehem (vandaag: Herent) er hun intrek moesten nemen. Deze kanunnikessen hingen bovendien af van de hoofdpriorij in Groenendaal bij Brussel. Dit was de echte start van de priorij. Zij nam progressief toe in welstand en in territorium binnen de stad Leuven. Het klooster herbergde ook een grote boerderij.
Met de afschaffing van de kloosters in Engeland (1540) trokken Engelse kloosterzusters, onder meer, naar Leuven. Ze namen er hun intrek in de priorij in de Halve Straat.
Onder het bestuur van de Oostenrijkse Nederlanden dreigde de afschaffing van de priorij in de Halve Straat. Keizer Jozef II voerde immers zijn kerkpolitiek van jozefinisme uit. De priorin Catherine Adriaens kon de afschaffing vermijden door een meisjesschool te stichten binnen haar kloostermuren. In de jaren 1783-1784 werd de priorij uitgebouwd met leslokalen en een pensionaat voor meisjes. Met het Frans bestuur in Leuven werd de priorij dan toch afgeschaft. Politieagenten verjoegen de 30 bewoners (1797). De historicus Edward van Even verhaalt hoe de zusters door de sneeuw wegliepen naar huizen in de buurt om onderdak te vragen.
In 1803 werd het kloostercomplex openbaar verkocht in Brussel.

## Achteraf
In de 19e eeuw richtte het stadsbestuur van Leuven in het kloostergebouw een hogeschool in, voor onderwijs voor meisjes (1879-1886). Nadien kwam het schoolgebouw in handen van de Zusters Annunciaten van Heverlee. Tijdens de Achttiendaagse Veldtocht in de Tweede Wereldoorlog werd het schoolgebouw in puin gebombardeerd (1940). In de jaren '50 werd de hele wijk heraangelegd en ontstonden er eigenlijk drie delen:
- De tuin van de voormalige priorij werd het Bruulpark, openbaar park in Leuven[8].
- Het stadsbestuur legde een nieuwe straat aan, de Raoul Claesstraat, op de plek van de vroegere monumentale ingangspoort van het domein. Daar werden appartementsgebouwen aangebouwd[9].
- In een uithoek van de voormalige priorij bouwden de paters assumptionisten hun klooster, met de architect Volckrick. Dit is gelegen op de hoek Halve Straat en Pereboomstraat[10].

Het geheel van de Halve Straat is onroerend erfgoed van Leuven.